# Zelenîi Rih, Jașkiv
Zelenîi Rih (în ucraineană Зелений Ріг) este o comună în raionul Jașkiv, regiunea Cerkasî, Ucraina, formată numai din satul de reședință.

## Demografie
Componența lingvistică a comunei Zelenîi Rih
     Ucraineană (98,86%)
     Alte limbi (0,98%)
Conform recensământului din 2001, majoritatea populației comunei Zelenîi Rih era vorbitoare de ucraineană (98,86%), existând în minoritate și vorbitori de alte limbi.